# Стоун, Шон
Шон Кристофер Али Сто́ун (англ. Sean Christopher Ali Stone; род. 29 декабря 1984) — американский актёр, известный эпизодическими ролями детей и подростков в фильмах своего отца — режиссёра Оливера Стоуна.

## Биография
Шон Стоун родился в Нью-Йорке, в семье известного кинорежиссёра Оливера Стоуна и Элизабет Стоун. Шон, пока был ребёнком, несколько раз появлялся в фильмах своего отца. Оливер и Элизабет развелись в 1993 году. Имеет еврейские и французские корни со стороны отца.
Окончил Принстонский университет. В качестве режиссёра в 2005—2012 годах снял семь документальных фильмов. В феврале 2012 года во время съёмок очередной документальной ленты в Иране принял ислам. Во время соответствующей церемонии в городе Исфахан (Иран) выбрал мусульманское имя Али.
Выпускал шоу Buzzsaw на онлайн-канале TheLip.tv, посвящённое «альтернативному взгляду» на события, а также эзотерике и тайных заговорах в мировой политике и массовой культуре. С 23 марта 2015 года ведёт телешоу Watching The Hawks на российском государственном иноязычном телеканале Russia Today вместе с сыном бывшего губернатора Миннесоты Джесси Вентуры Тайлером Вентурой и журналисткой канала Табетой Уоллес.

## Фильмография
| Год       |     | Русское название                    | Оригинальное название                  | Роль                           |
| --------- | --- | ----------------------------------- | -------------------------------------- | ------------------------------ |
| 1986      | ф   | Сальвадор                           | Salvador                               | ребёнок Бойла                  |
| 1987      | ф   | Уолл-стрит                          | Wall Street                            | Руди Гекко                     |
| 1989      | ф   | Рождённый четвёртого июля           | Born on the Fourth of July             | Джимми в детстве               |
| 1991      | ф   | Дорз                                | The Doors                              | Джим в детстве                 |
| 1991      | ф   | Джон Ф. Кеннеди. Выстрелы в Далласе | JFK                                    | Джаспер Гаррисон               |
| 1993      | ф   | Небо и земля                        | Heaven & Earth                         | мальчик в христианской миссии  |
| 1994      | ф   | Прирождённые убийцы                 | Natural Born Killers                   | Кевин                          |
| 1995      | ф   | Никсон                              | Nixon                                  | Дональд Никсон                 |
| 1997      | ф   | Поворот                             | U Turn                                 | мальчик в продуктовом магазине |
| 1999      | ф   | Каждое воскресенье                  | Any Given Sunday                       | фанат                          |
| 2008      | ф   | Буш                                 | W.                                     | член братства                  |
| 2010      | ф   | Уолл-стрит: Деньги не спят          | Wall Street: Money Never Sleeps        | трейдер хедж-фонда             |
| 2011      | кор | —                                   | Nevo                                   | Стефан                         |
| 2012      | ф   | Проклятый камень                    | Greystone Park                         | Шон                            |
| 2012      | ф   | Особо опасны                        | Savages                                | Эрик                           |
| 2012      | тф  | Рождественская звезда               | A Star for Christmas                   | Нолан Денвер                   |
| 2013      | ф   | Не проходи мимо меня                | Don’t Pass Me By                       | Джош Малек                     |
| 2013      | ф   | Пробуждённая                        | Awakened                               | мужчина в федоре               |
| 2015      | ф   | —                                   | American Justice                       | Ти Джей                        |
| 2015      | ф   | —                                   | Road Hard                              | Райан                          |
| 2015      | кор | —                                   | Check, Please!                         | Кен                            |
| 2016      | ф   | —                                   | Paranormal Activity Security Squad     | Мейсон Пайк                    |
| 2016      | ф   | —                                   | Union Bound                            | Джозеф Хувер                   |
| 2016      | кор | —                                   | The Movie Man                          | Генри Роджерс                  |
| 2017      | кор | —                                   | Outcall Presents: The Day Shift        | Фрэнк                          |
| 2017—2018 | с   | —                                   | Ancient Civilizations                  | н/д                            |
| 2018      | ф   | Ярость Кулака и Золотой Флис        | Fury of the Fist and the Golden Fleece | Кулак                          |
| 2018      | ф   | —                                   | Battle Fields                          | Бобби О’Мэлли                  |
| 2019      | ф   | Ночная прогулка                     | Night Walk                             | Фрэнк                          |
| 2020      | кор | —                                   | Daddy Issues                           | молодой отец                   |